# Talsperre Pego do Altar
Die Talsperre Pego do Altar (portugiesisch Barragem do Pego do Altar) liegt in der Region Alentejo Portugals im Distrikt Setúbal. Sie staut den Alcáçovas, einen rechten (östlichen) Nebenfluss des Sado zu einem Stausee (port. Albufeira da Barragem do Pego do Altar) auf. Die Stadt Alcácer do Sal liegt ungefähr acht Kilometer südwestlich der Talsperre.
Mit dem Projekt zur Errichtung der Talsperre wurde im Jahre 1934 begonnen. Der Bau wurde 1949 fertiggestellt. Die Talsperre dient neben der Bewässerung auch der Stromerzeugung. Sie ist im Besitz der Associação de Beneficiários do Vale do Sado.

## Absperrbauwerk
Das Absperrbauwerk ist ein CFR-Damm mit einer Höhe von 63 m über der Gründungssohle (43,5 m über dem Flussbett). Die Dammkrone liegt auf einer Höhe von 56 m über dem Meeresspiegel. Die Länge der Dammkrone beträgt 192 m und ihre Breite 5 m. Das Volumen des Bauwerks beträgt 371.000 m³.
Der Staudamm verfügt sowohl über einen Grundablass als auch über eine Hochwasserentlastung. Über den Grundablass können maximal 80 m³/s abgeleitet werden, über die Hochwasserentlastung maximal 1.200 m³/s. Das Bemessungshochwasser liegt bei 2.120 m³/s; die Wahrscheinlichkeit für das Auftreten dieses Ereignisses wurde mit einmal in 10.000 Jahren bestimmt.

## Stausee
Beim normalen Stauziel von 52,26 m (maximal 52,26 m bei Hochwasser) erstreckt sich der Stausee über eine Fläche von rund 6,55 km² und fasst 94 Mio. m³ Wasser – davon können 93,6 Mio. m³ genutzt werden. Das minimale Stauziel liegt bei 15 m.

## Kraftwerk
Das Kraftwerk Pego do Altar gehört mit einer installierten Leistung von 2 MW zu den kleinsten Wasserkraftwerken Portugals. Das durchschnittliche Regelarbeitsvermögen liegt bei 3 (bzw. 5,2) Mio. kWh im Jahr.
Die Francis-Turbine wurde von VA Tech Escher Wyss geliefert. Sie befindet sich in einem Maschinenhaus am Fuße der Staumauer. Die Turbine des Kraftwerks leistet maximal 2 MW und der zugehörige Generator 2,45 MVA. Die Nenndrehzahl der Turbine liegt bei 500/min. Die Nennspannung des Generators beträgt 6 kV. In der Schaltanlage wird die Generatorspannung von 6 kV mittels eines Leistungstransformators auf 30 kV hochgespannt.
Die minimale Fallhöhe beträgt 6,22 m, die maximale 43,48 m. Der minimale Durchfluss liegt bei 2 m³/s, der maximale bei 6 m³/s.